# Białoruski Komitet Narodowy w Ihumeniu
Białoruski Komitet Narodowy w Ihumeniu (biał. Беларускі нацыянальны камітэт у Ігумене, Biełaruski nacyjanalny kamitet u Ihumienie) – organ przedstawicielski białoruskich organizacji narodowych powiatu ihumeńskiego u latach 1919–1920, w czasie, gdy ten znajdował się pod polską administracją. Utworzony został w październiku 1919 roku w Ihumeniu (obecnie Czerwień) z inicjatywy instruktora Tymczasowego Białoruskiego Komitetu Narodowego M. I. Kaspiarowicza. W skład kierownictwa Komitetu wchodzili Ja. Je. Makaś (przewodniczący), I. M. Sawicz, Z. Charytanowicz i inni. Komitet tworzył białoruskie szkoły, kulturalno-oświatowe grupy i kooperatywy. Z jego inicjatywy została utworzona powiatowa Białoruska Szkolna Rada Ihumeńszczyzny, razem z którą w listopadzie 1919 roku wystąpił przeciwko zamknięciu przez polskie władze Budsławskiego Gimnazjum Białoruskiego.
Komitet znajdował się pod wpływem Białoruskiej Partii Socjalistów-Rewolucjonistów i białoruskich organizacji komunistycznych. Nieoficjalnie wspierał antypolskie podziemie i ruch partyzancki. Jego działalność zakończyła się wraz z zajęciem terytorium powiatu ihumeńskiego przez Armię Czerwoną.